# Graham Ritchie (Skilangläufer)
Graham Ritchie (* 23. September 1998 in Parry Sound, Ontario) ist ein kanadischer Skilangläufer.

## Werdegang
Ritchie startete im März 2016 bei den kanadischen Meisterschaften in Whitehorse erstmals im Nor-Am-Cup und belegte dabei den 49. Platz über 10 km klassisch. Bei den Junioren-Skiweltmeisterschaften 2018 in Goms errang er den 12. Platz im Sprint und den 11. Platz mit der Staffel. In der Saison 2018/19 kam er bei der US Super Tour in Presque Isle mit dem dritten Platz im Sprint erstmals aufs Podium bei einer Continental-Cup Rennserie und lief bei den U23-Weltmeisterschaften 2019 in Lahti auf den 52. Platz über 15 km Freistil, auf den 41. Rang im 30-km-Massenstartrennen und auf den 26. Platz im Sprint. Beim Weltcupfinale in Québec gab er sein Weltcupdebüt und belegte dabei den 75. Platz im 15-km-Massenstartrennen und den 69. Rang im Sprint. In der folgenden Saison kam er im Nor-Am-Cup fünfmal unter die ersten Zehn. Dabei holte er im Sprint in Mont Sainte-Anne seinen ersten Sieg in dieser Rennserie und errang zum Saisonende den fünften Platz in der Gesamtwertung. Bei den U23-Weltmeisterschaften 2020 in Oberwiesenthal lief er auf den 26. Platz im Sprint, auf den 14. Rang mit der Staffel und auf den 13. Platz über 15 km klassisch. In der Saison 2020/21 holte er in Lahti mit dem neunten Platz mit der Staffel und in Ulricehamn mit dem 17. Rang im Sprint seine ersten Weltcuppunkte und kam bei den U23-Weltmeisterschaften 2021 in Vuokatti auf den 29. Platz im Sprint, auf den 20. Rang über 15 km Freistil und auf den neunten Platz mit der Staffel. Seine besten Platzierungen beim Saisonhöhepunkt, den nordischen Skiweltmeisterschaften 2021 in Oberstdorf, waren der 34. Platz im Sprint und zusammen mit Antoine Cyr der siebte Rang im Teamsprint. Im folgenden Jahr wurde er kanadischer Meister im 42-km-Massenstartrennen und lief bei den Olympischen Winterspielen in Peking auf den 34. Platz im Sprint, auf den zehnten Rang der Staffel sowie zusammen mit Antoine Cyr auf den fünften Platz im Teamsprint.

## Siege bei Continental-Cup-Rennen
| Nr. | Datum           | Ort              | Disziplin                  | Serie         |
| --- | --------------- | ---------------- | -------------------------- | ------------- |
| 1.  | 30. Januar 2020 | Mont Sainte-Anne | Sprint Freistil            | Nor-Am-Cup    |
| 2.  | 27. März 2022   | Whistler         | 42 km Freistil Massenstart | US Super Tour |

## Teilnahmen an Weltmeisterschaften und Olympischen Winterspielen

### Olympische Spiele
- 2022 Peking: 5. Platz Teamsprint klassisch, 11. Platz Staffel, 34. Platz Sprint Freistil

### Nordische Skiweltmeisterschaften
- 2021 Oberstdorf: 7. Platz Teamsprint Freistil, 10. Platz Staffel, 34. Platz Sprint klassisch, 67. Platz 15 km Freistil
- 2023 Planica: 4. Platz Teamsprint Freistil, 5. Platz Staffel, 20. Platz Sprint klassisch, 46. Platz 15 km Freistil
- 2025 Trondheim: 48. Platz Sprint Freistil